# Uránia világóra
Koordináták: é. sz. 52° 31′ 16″, k. h. 13° 24′ 48″52.521172°N 13.413308°E

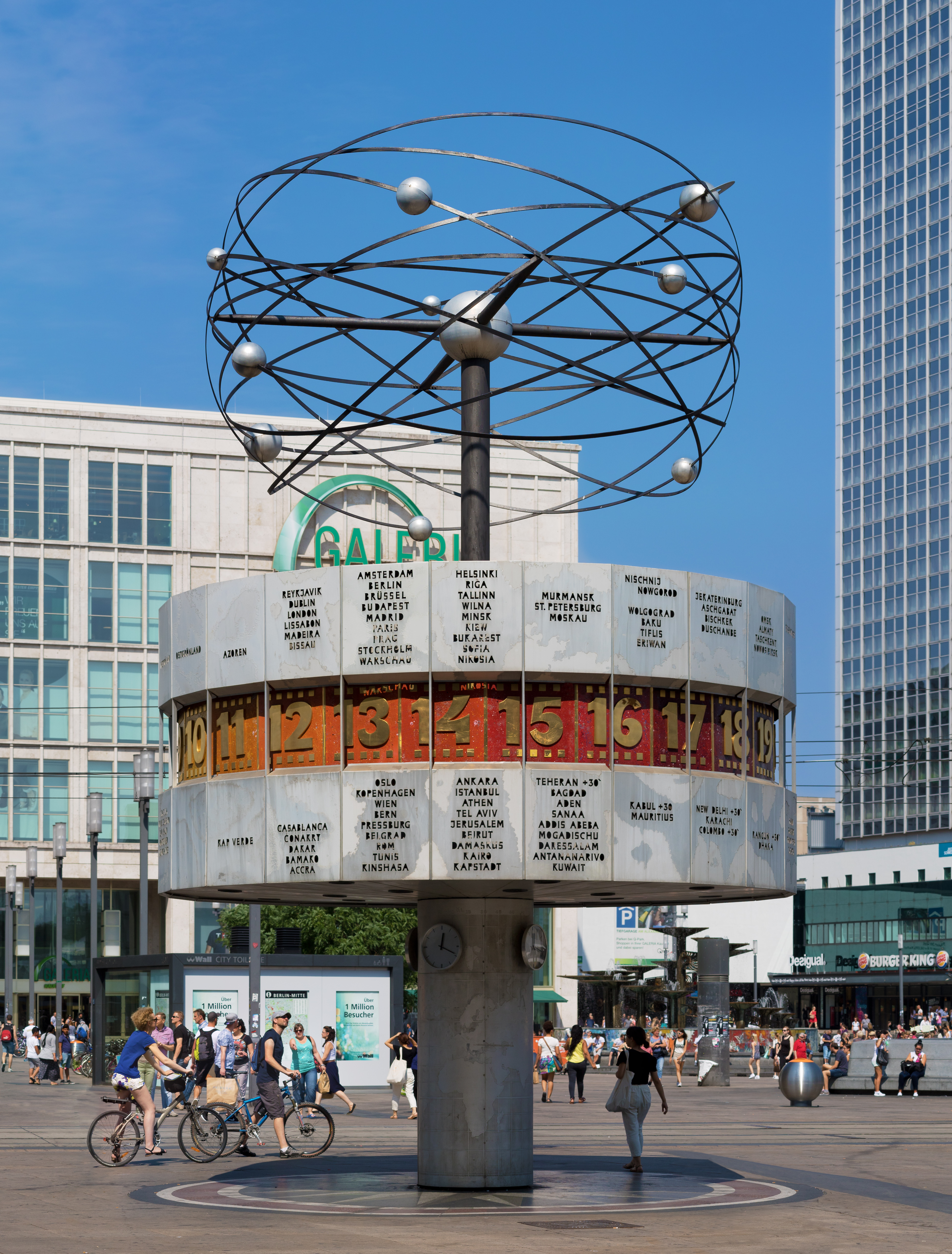
A világóra a berlini Alexanderplatzon

Az Uránia világóra (németül: Weltzeituhr vagy Urania-Weltzeituhr) a berlini Alexanderplatzon felállított időmérő szerkezet. A földgömböt szimbolizáló építmény fémből készült hengerformájú oldalán 148 város, illetve földrajzi régió neve és az ott mért pontos idő szerepel. Az 1969-ben felállított világóra kedvelt találkozóhelye a helyieknek és városba látogató turistáknak. 2015 júliusától az óra műemléki oltalom alatt áll.

## Története
A 16 tonnás világórát 1969. szeptember 30-án, a NDK fennállásának 20. évfordulója alkalmából avatták fel. Ugyanebben az időszakban nyílt meg a nyilvánosság számára a közeli tévétorony is. Az új létesítmények összhangban voltak az Alexanderplatznak és a környéknek a szocialista modernizmus jegyében történő átalakításával, melynek következtében a tér a második világháború előtti kiterjedésének négyszeresére nőtt. A világóra hamar népszerűvé vált a lakosság körében, találkozási pont lett és emlékérméken, illetve bélyegeken is láthatóvá vált.
A világórát az Alexanderplatz átrendezéséért felelős, Walter Womacka által vezetett tervezőcsoport egyik tagja, Erich John tervezte. Erich John a berlini Képzőművészeti és Iparművészeti Főiskola (Hochschule für bildende und angewandte Kunst) docenseként formatervezést (majd később terméktervezést) oktatott. A világóra kilenc hónapos munkálatait John személyesen vezette, a megépítés pedig több vállalat mintegy 120 szakemberének bevonásával jött létre. Többek között a Coswigi Hajtóműgyár és Hans-Joachim Kunsch fémszobrász fontos szerepet játszott a kivitelezésben.
A második világháborúban a tér jelentős károkat szenvedett, ezért szükségessé vált annak újratervezése és újjáépítése. A munkálatok során, 1966-ban előkerült egy korábban a téren álló Uránia-oszlop, amelyen az idő mellett az időjárásra vonatkozó adatokat lehetett leolvasni. Ebből adódott az ötlet 1968-ban, hogy egy világórát létesítsenek az újjáépülő téren. A berlini sajtóban a felavatás évében Világórás Uránia-oszlop névvel illeték az építményt (Urania-Säule mit der Weltzeituhr).
1997. október-december között az órát Hans-Joachim Kunsch felügyelete alatt felújították. A munkálatok 350 000 márkába kerültek, és ekkor aktualizálták egyes városok neveit is: Leningrad helyett Sankt Petersburg és Alma Ata helyett Almaty került kiírásra. Emellett 20 újabb várost adtak a meglévők mellé, illetve egyeseket (pl. Kijev) más időzónába soroltak át. Az 1997-ben felkerült új városok között található Fokváros, Jeruzsálem és Tel-Aviv is, amelyek az NDK idején politikai okokból nem jelenhettek meg.

## Kinézete és működése
Az óra alatt egy kőmozaik kirakott szélrózsa alakzat található, melynek közepéből magaslik a 2,7 m magas és 1,5 m átmérőjű oszlop. Az oszlopon egy 24 részre osztott henger látható. Ezek a Föld 24 fő időzónáját jelképezik. Az alumíniumból készült felületen vannak feltüntetve az adott időzóna fontosabb nagyvárosai. Ezen a hengeren forog a színes számokkal ellátott óragyűrű, amely az adott városokban éppen aktuális időt mutatja. A világóra fölött percenként egyet fordulva mozog a Naprendszer kicsinyített mása. A bolygók fémgolyókból, pályájuk pedig acélkörökből készültek. A teljes világóra 10 m magas.
Az órát működtető szerkezet két méterrel a tér felszíne alatt, egy nagyjából 5×5 m nagyságú és 1,90 m belmagasságú helyiségben található. A bolygókat mozgató villanymotor és a hajtómű még az NDK idejéből származik. Az egész szerkezet legfontosabb részét, az időt mutató óragyűrűt egy átalakított Trabant-hajtómű és a Rothe Erde vállalat golyócsapágya működtetik.
Mivel a motor a valós időnél 5%-kal gyorsabban mozgatja az óragyűrűt, ezért egy szerkezet óránként 3 percre megállítja azt, hogy a mainflingeni DCF77 atomidő-szinkronjeladó kiigazíthassa az időt, így az pontosnak tekinthető.
A számlapok festésekor Goethe színelméletét alkalmazták.

### Az órán szereplő városok

A világóra, háttérben a berlini tévétoronnyal

A világórán 148 város, illetve régió neve látható, melyek oszloponként a következő formában szerepelnek:
- Amsterdam, Berlin, Brüssel, Budapest, Madrid, Paris, Prag, Stockholm, Warschau, Oslo, Kopenhagen, Wien, Bern, Pressburg, Belgrad, Rom, Tunis, Kinshasa
- Helsinki, Riga, Tallinn, Wilna, Minsk, Kiew, Bukarest, Sofia, Nikosia, Ankara, Istanbul, Athen, Tel Aviv, Jerusalem, Beirut, Damaskus, Kairo, Kapstadt
- Murmansk, St. Petersburg, Moskau, Teheran +30', Bagdad, Aden, Sanaa, Addis Abeba, Mogadischu, Daressalam, Antananarivo, Kuwait
- Nischnij Nowgorod, Wolgograd, Baku, Tiflis, Eriwan, Kabul +30', Mauritius
- Jekaterinburg, Aschgabat, Bischkek, Duschanbe, New Delhi +30', Karachi, Colombo +30'
- Omsk, Almaty, Taschkent, Nowosibirsk, Rangun +30', Dhaka,
- Krasnojarsk, Hanoi, Bangkok, Phnom Penh, Jakarta
- Irkutsk, Ulan-Bator, Peking, Shanghai, Manila, Perth, Hongkong, Kuala Lumpur, Singapur
- Jakutsk, Pjöngjang, Tokyo, Seoul, Chabarowsk, Wladiwostok, Sydney, Canberra, Melbourne
- Magadan, Sachalin
- Kamtschatka, Wellington
- Datumsgrenze
- Kap Deschnew, Apia
- Honolulu, Marquesas In.
- Nome, Fairbanks, Anchorage
- Vancouver, Dawson, San Francisco, Los Angeles
- Edmonton, Denver
- New Orleans, Mexiko-Stadt, Guatemala-Stadt, Managua, Galápagos In.
- Montreal, Washington, New York, Havanna, Panama, Santafé de Bogotá, Quito, Lima
- Halifax, Caracas, La Paz, Asunción, Santiago de Chile
- Westgrönland, Brasilia, Rio de Janeiro, São Paulo, Montevideo, Buenos Aires
- Ostgrönland
- Azoren, Kap Verde
- Reykjavik, Dublin, London, Lissabon, Madeira, Bissau, Casablanca, Conakry, Dakar, Bamako, Accra

## Társadalmi jelentősége
A világóra megépülése óta kedvelt találkozópontnak számít az Alexanderplatzon.
1983. május 12-én a Zöldek parlamenti képviselői (Petra Kelly, Gert Bastian és három másik politikus) egy transzparenst feszítettek ki a Világóra előtt, amelyen a „Die Grünen – Schwerter zu Pflugscharen” (Zöldek – Ekevasat a kardokból) felirat állt. Az aktivistákat rövid időre őrizetbe vették. Szabadon engedésük után az NDK polgárjogi harcosaival találkoztak, amit a hatalom azért is tűrt meg, mert a Zöldek elítélték a NATO kettős határozatát (Double-Track Decision).
A Németország újraegyesítése előtti békés forradalom idején, az NDK fennállásának 40. évfordulóján, 1989. október 7-én ellenzékiek békés demonstrációra gyűltek össze az óránál, ahonnan „Mi vagyunk a nép!” jelszóval a Köztársasági palotához és a Gecsemáné-templomhoz vonultak. A felvonulást a karhatalom igyekezett megállítani, és mintegy 1200 személyt letartóztattak. 33 nappal később leomlott a berlini fal.

## Egyéb
- Az Erasure brit szintipop-együttes Run to the Sun című 1994-es dalának videóklipjében a világórának központi szerepe van: Andy Bell énekes az óra tetején énekel.[10]
- A Bourne-csapda című 2004-es amerikai-német akciófilmben Jason Bourne (Matt Damon) az óránál találkozik Nickyvel (Julia Stiles).[11]

## Galéria

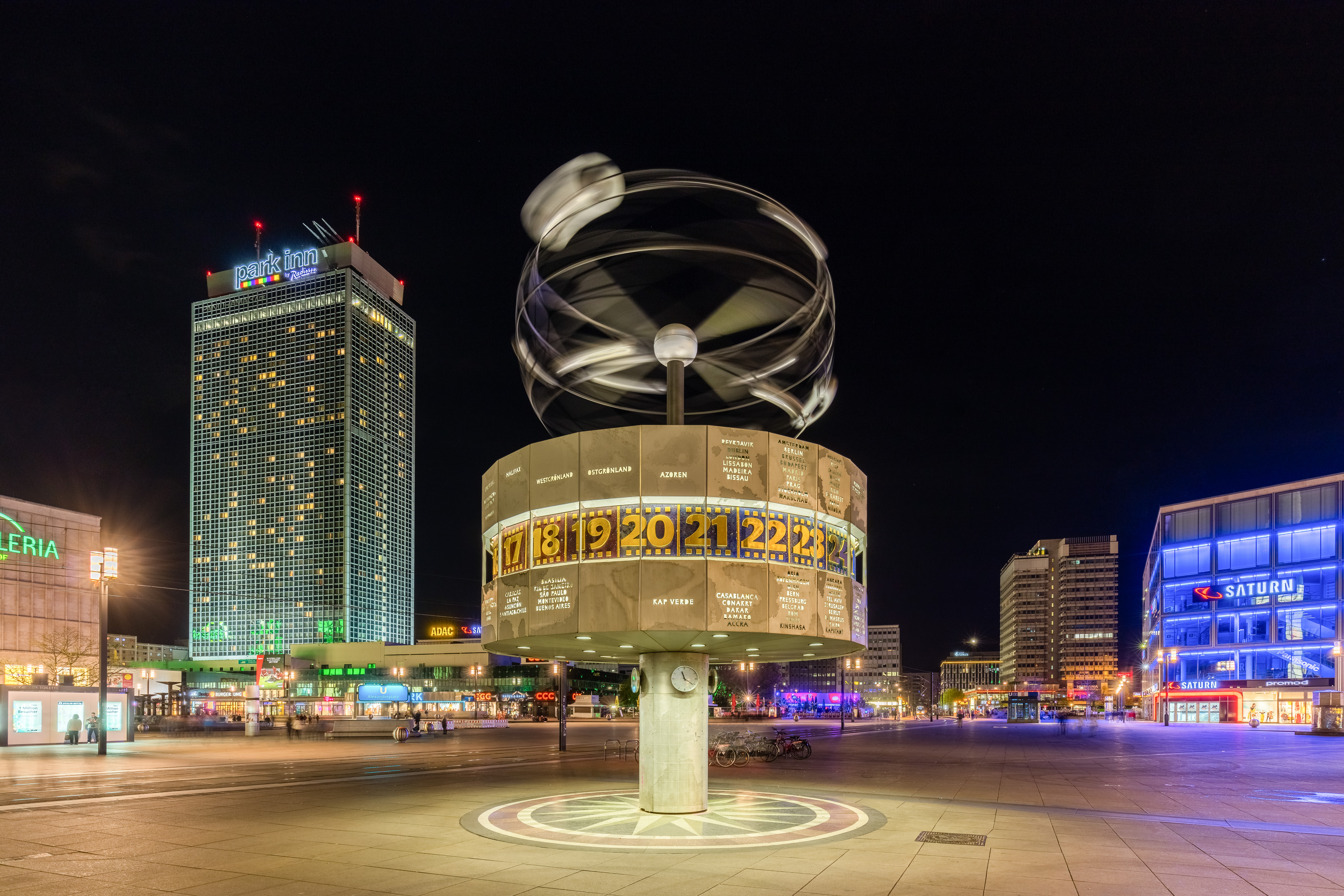
Esti megvilágításban
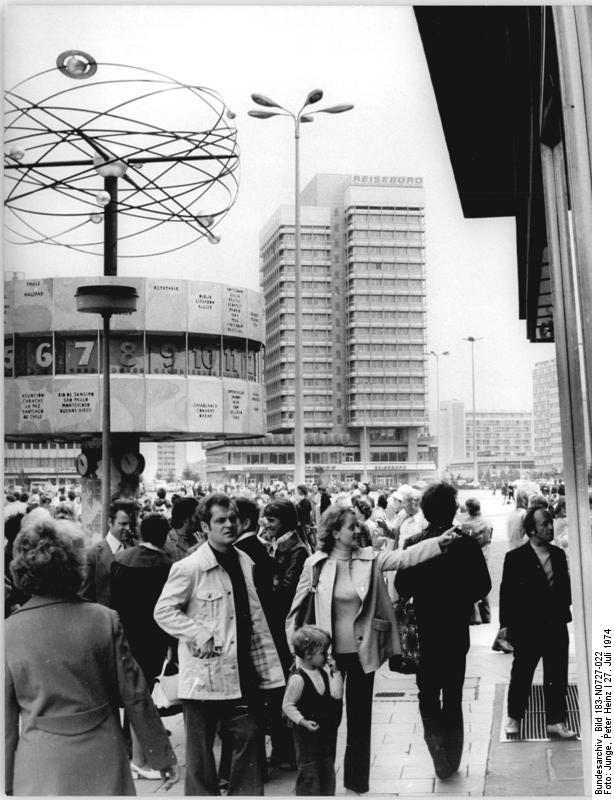
Életkép 1974-ből
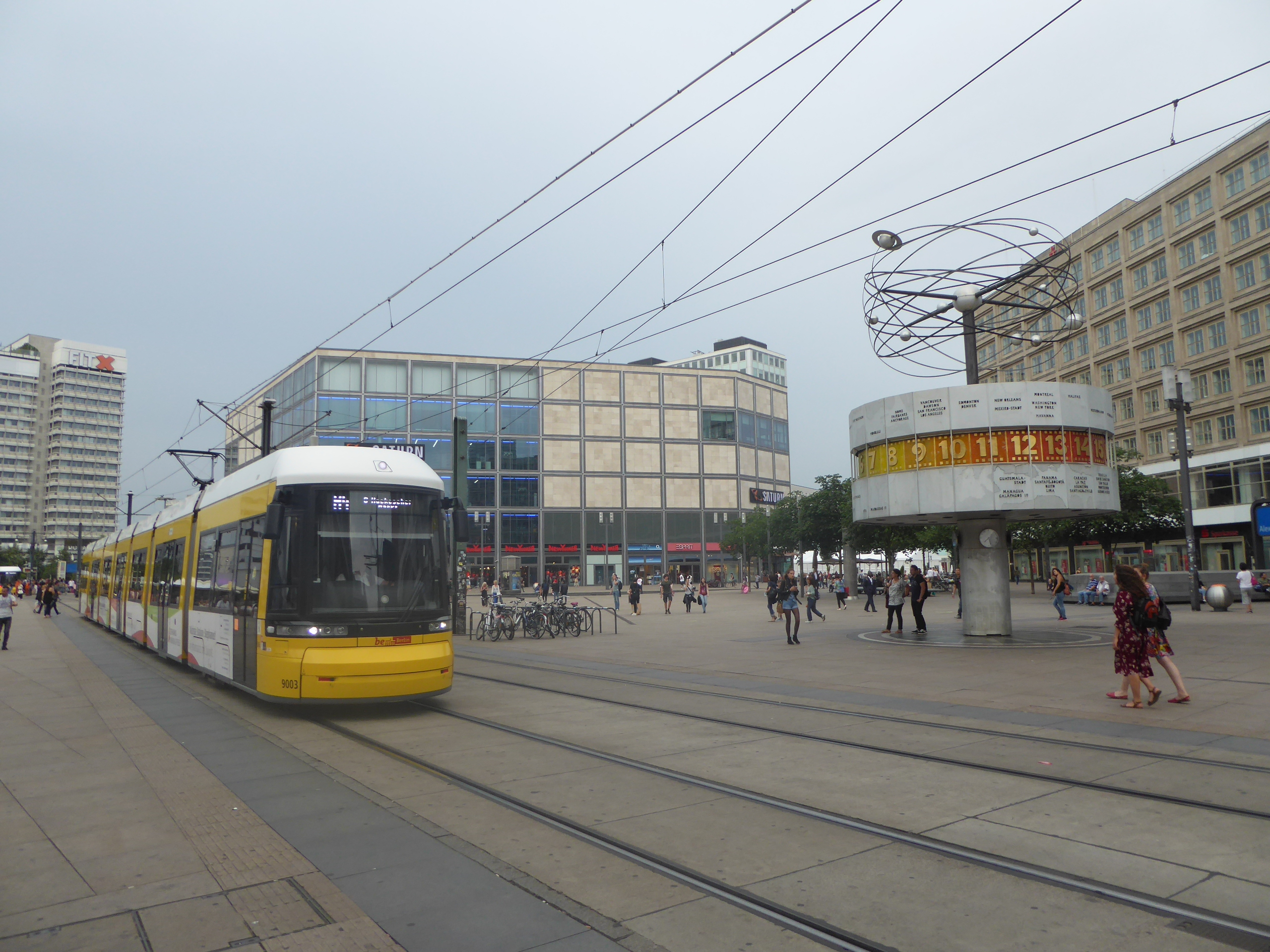
Az óra mellett elhaladó M4-es villamos
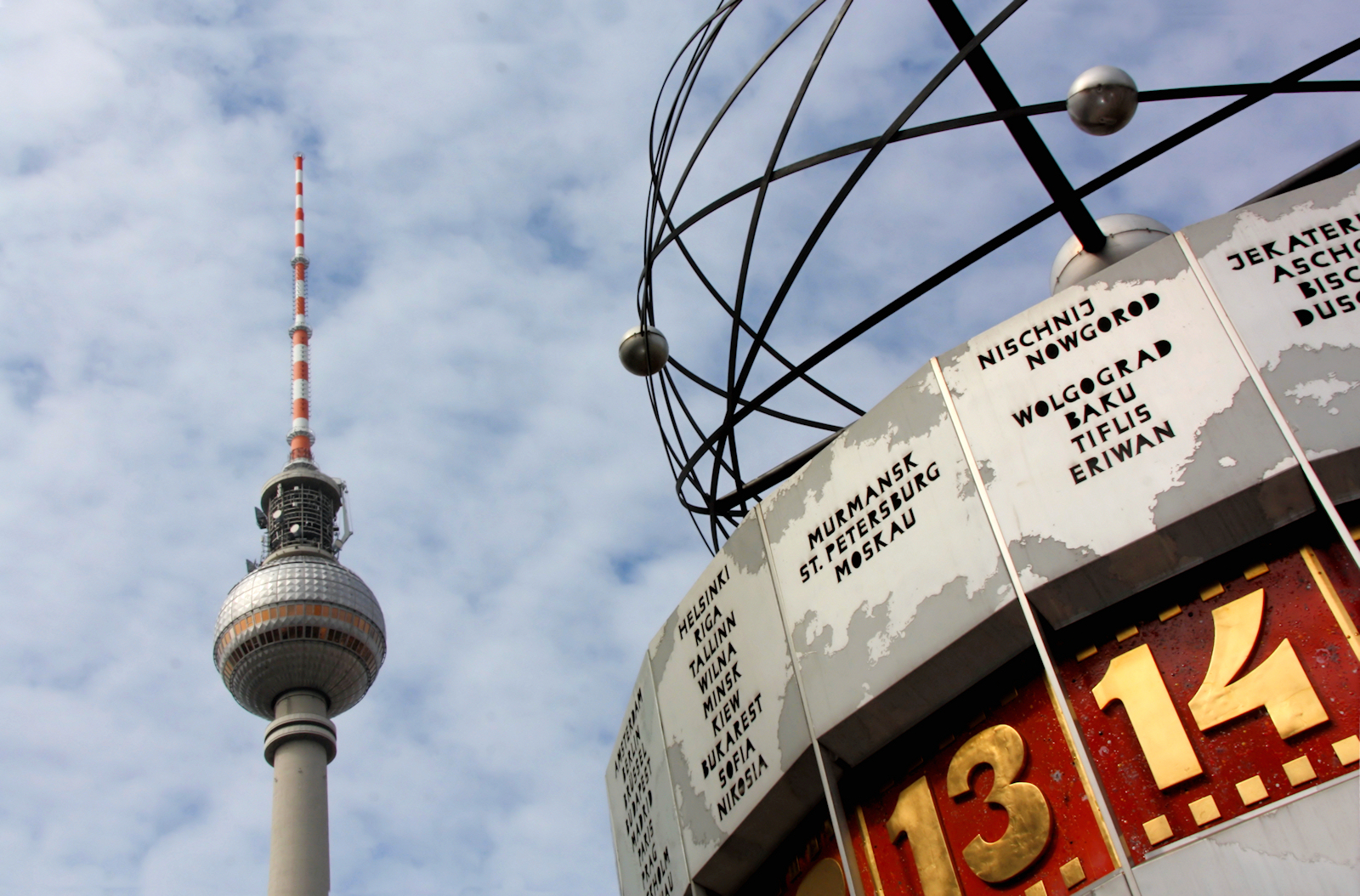
Az óra részlete, háttérben a tévétoronnyal
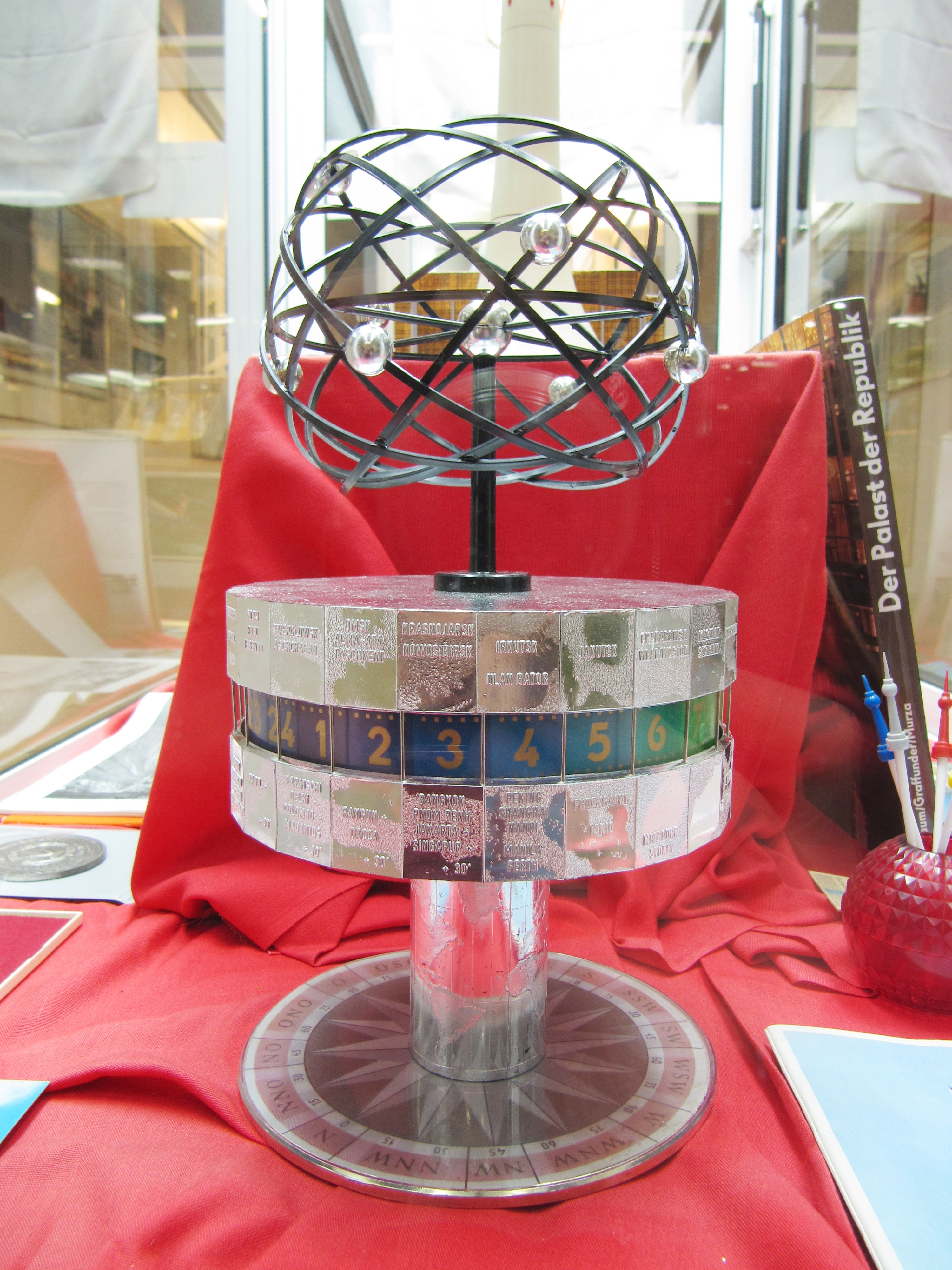
Az óra kicsinyített mása a pirnai NDK-múzeumban